# كاتدرائية القديس ستيفن

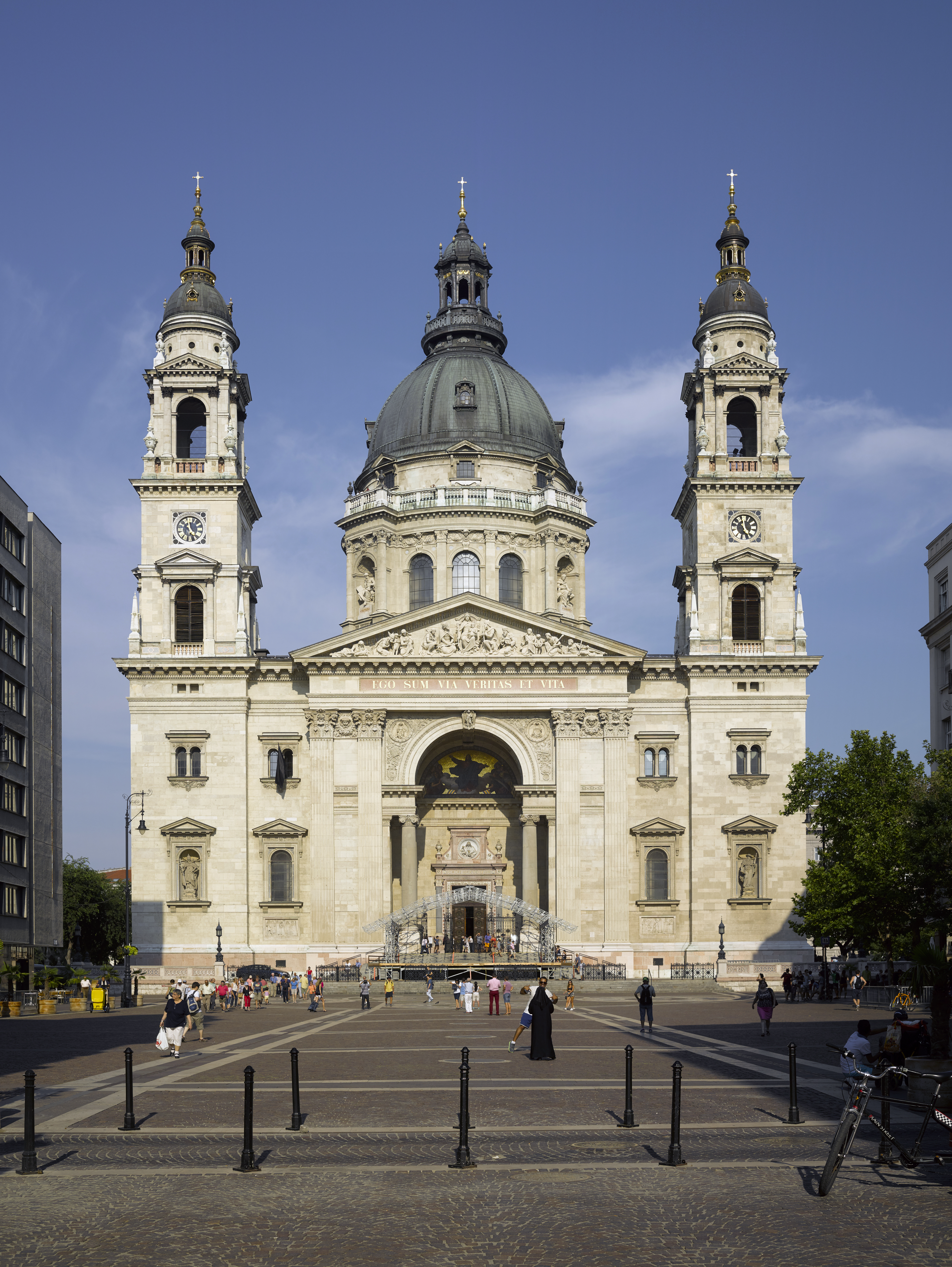
الواجهة الغربية

كاتدرائية القديس ستيفن (بالمجرية: Szent István-bazilika) هي بازيليكا رومانية كاثوليكية تقع في بودابست عاصمة المجر. سميت بهذا الاسم تكريمًا لستفين ملك المجر الأول، حيث يُحتفظ بيده اليمنى داخل الكنيسة. كانت تعتبر الكنيسة السادسة كبرًا في المجر حتى عام 1920. واليوم هي الكنيسة الثالثة كبرًا في المجر.

## معرض الصور

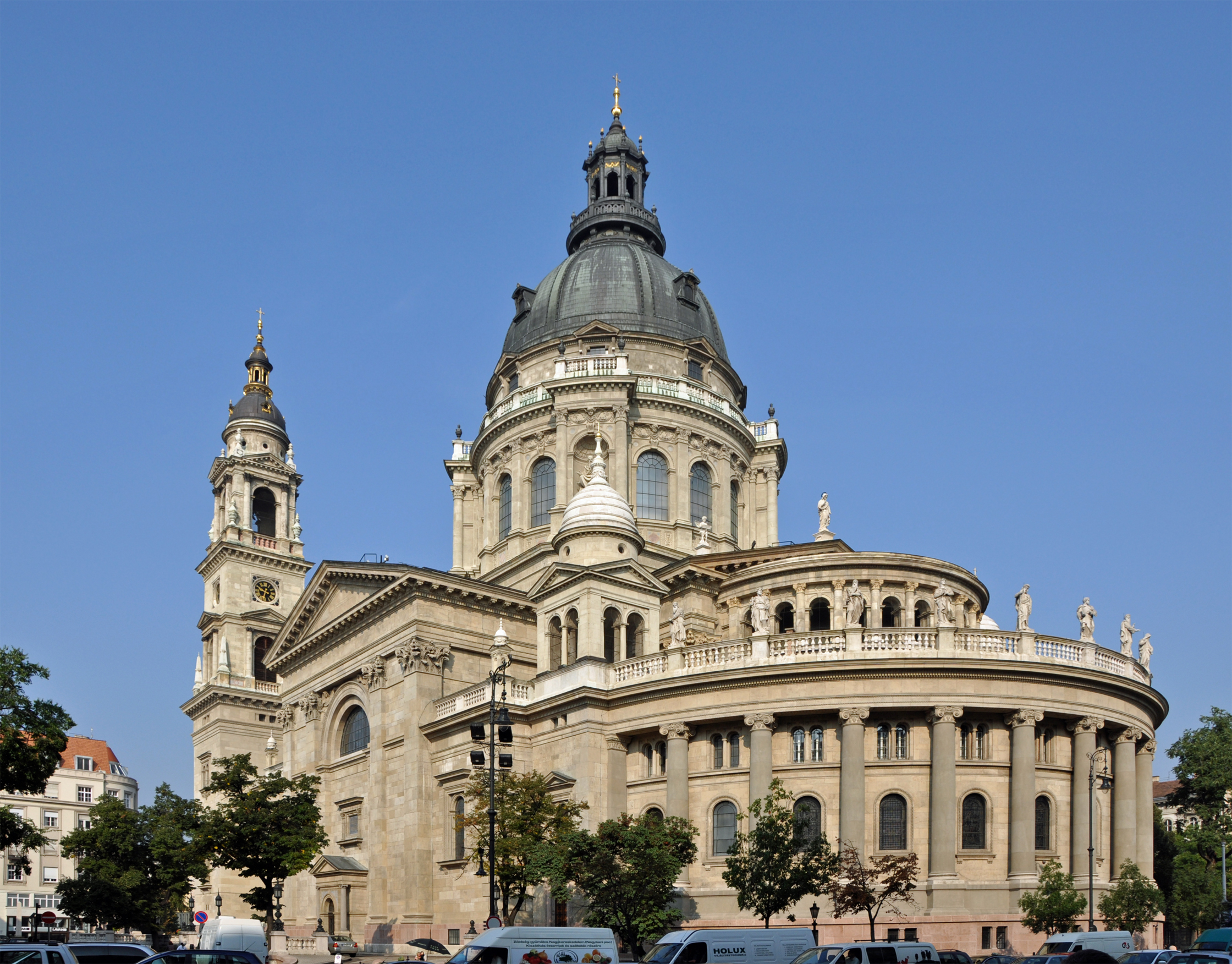
منظر من الجنوب الشرقي
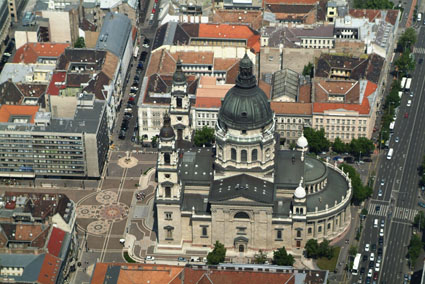
صورة جوية للكاتدرائية
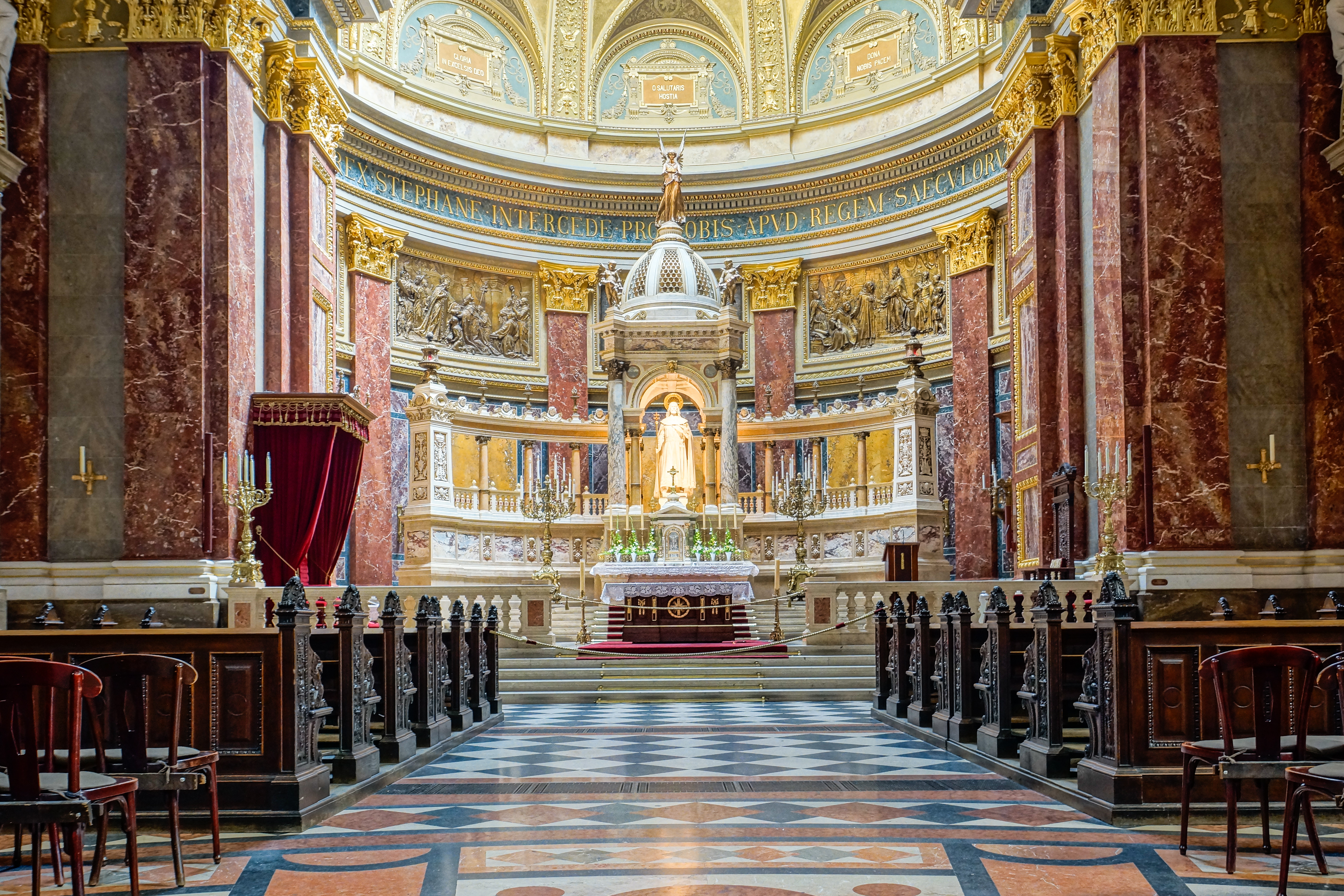
الحرم والمذبح
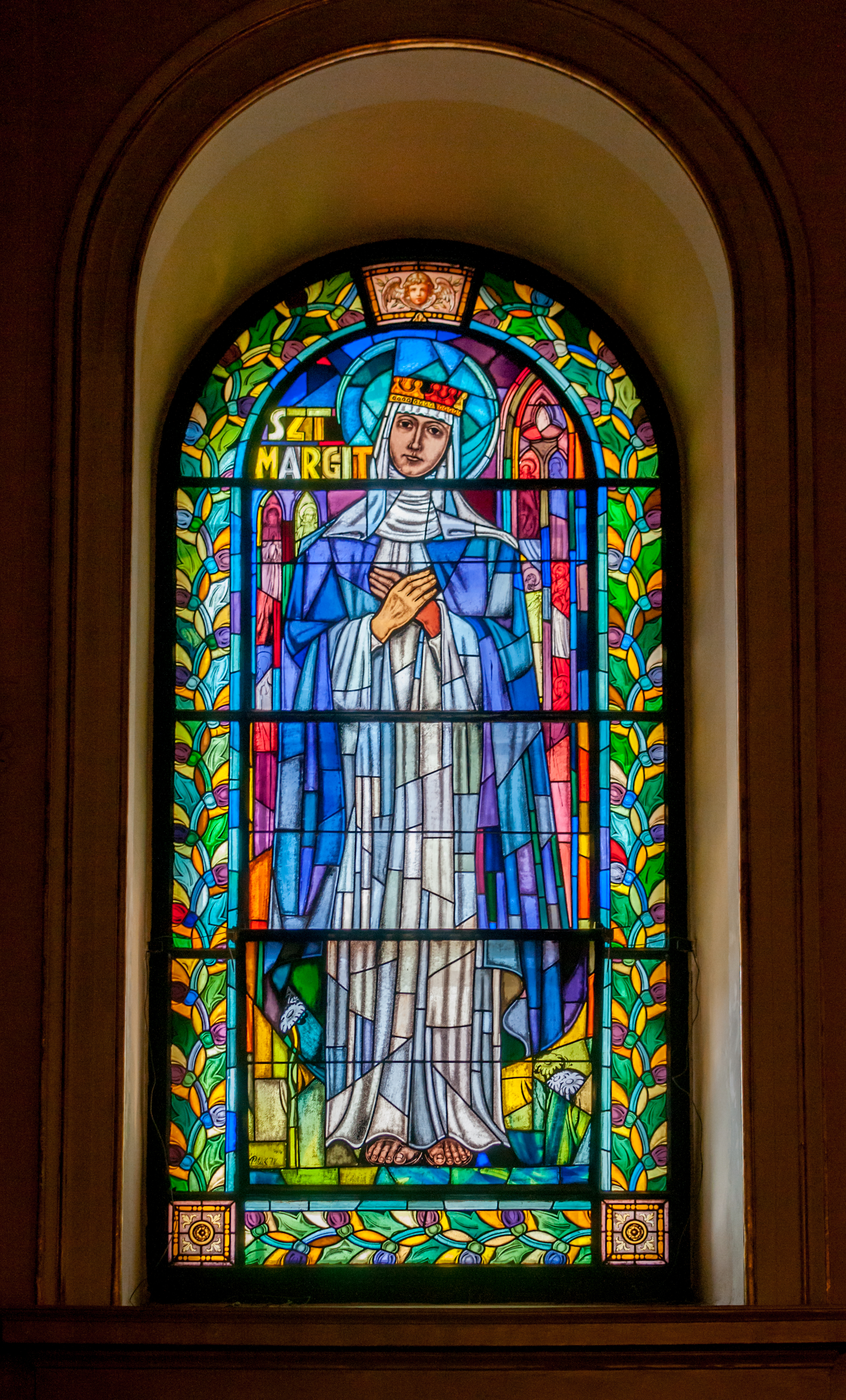
نافذة تصور القديسة مارغريت
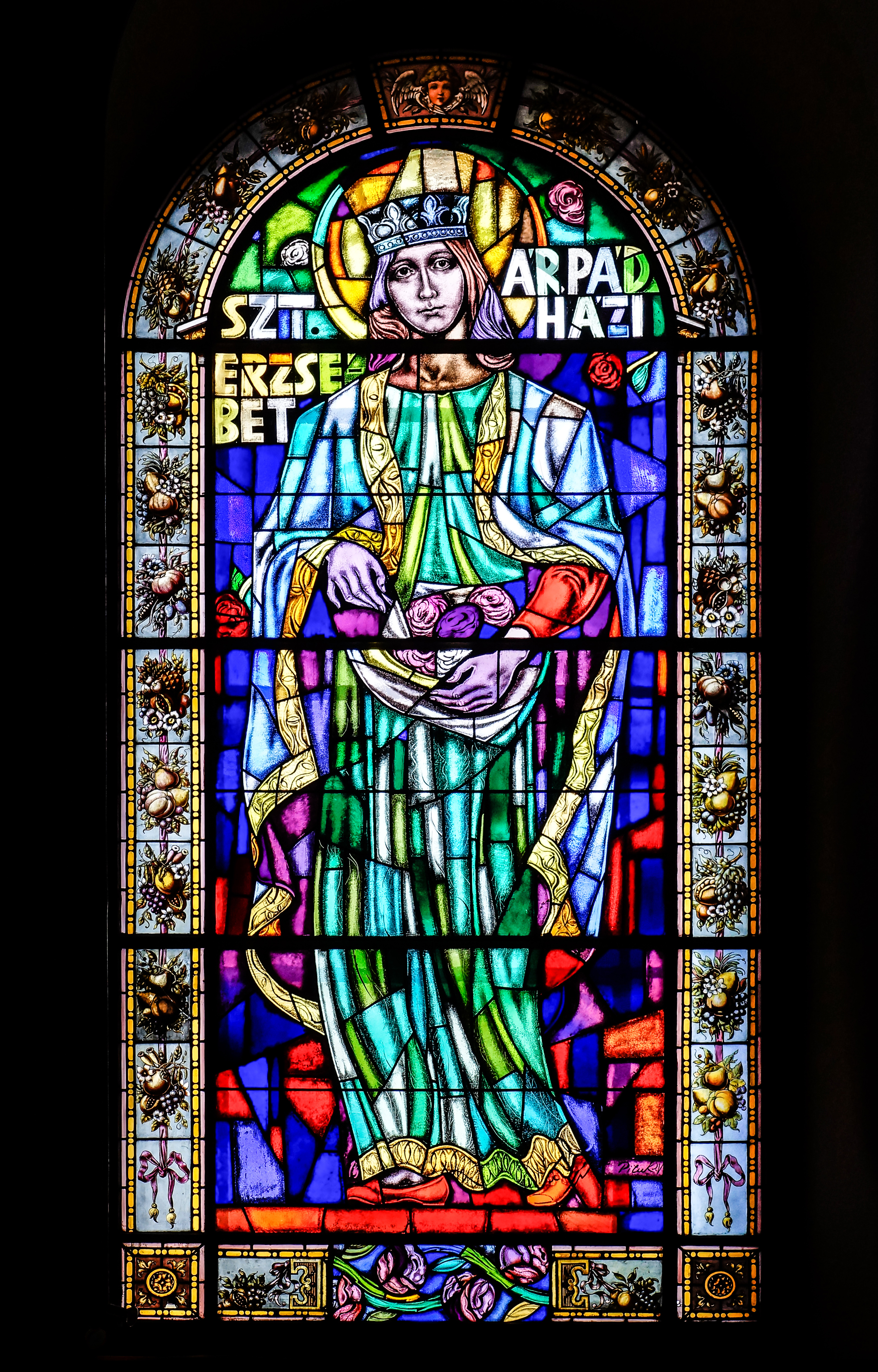
نافذة تصور القديسة إليزابيث
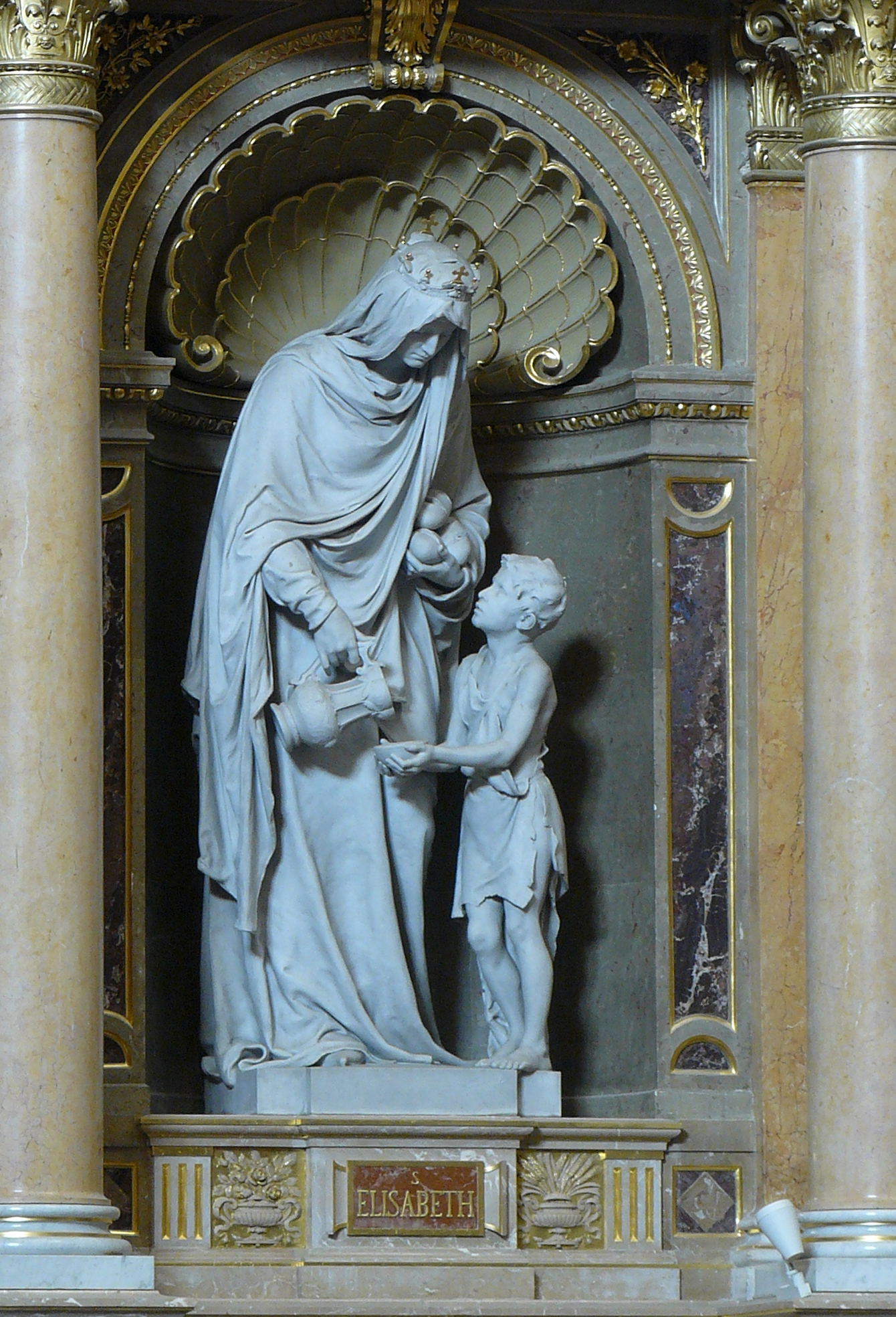
تمثال القديسة إليزابيث
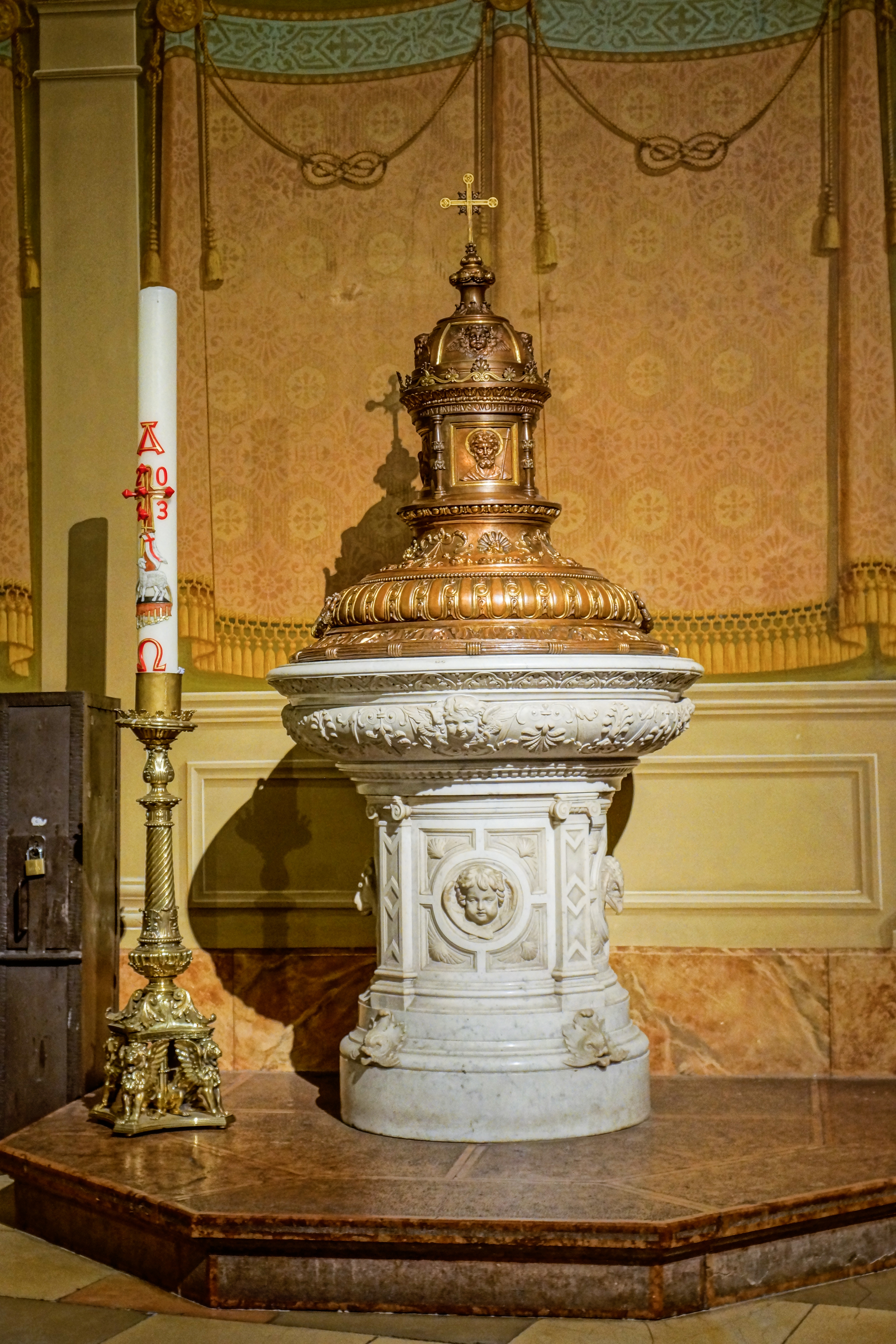
جُرن المعمودية
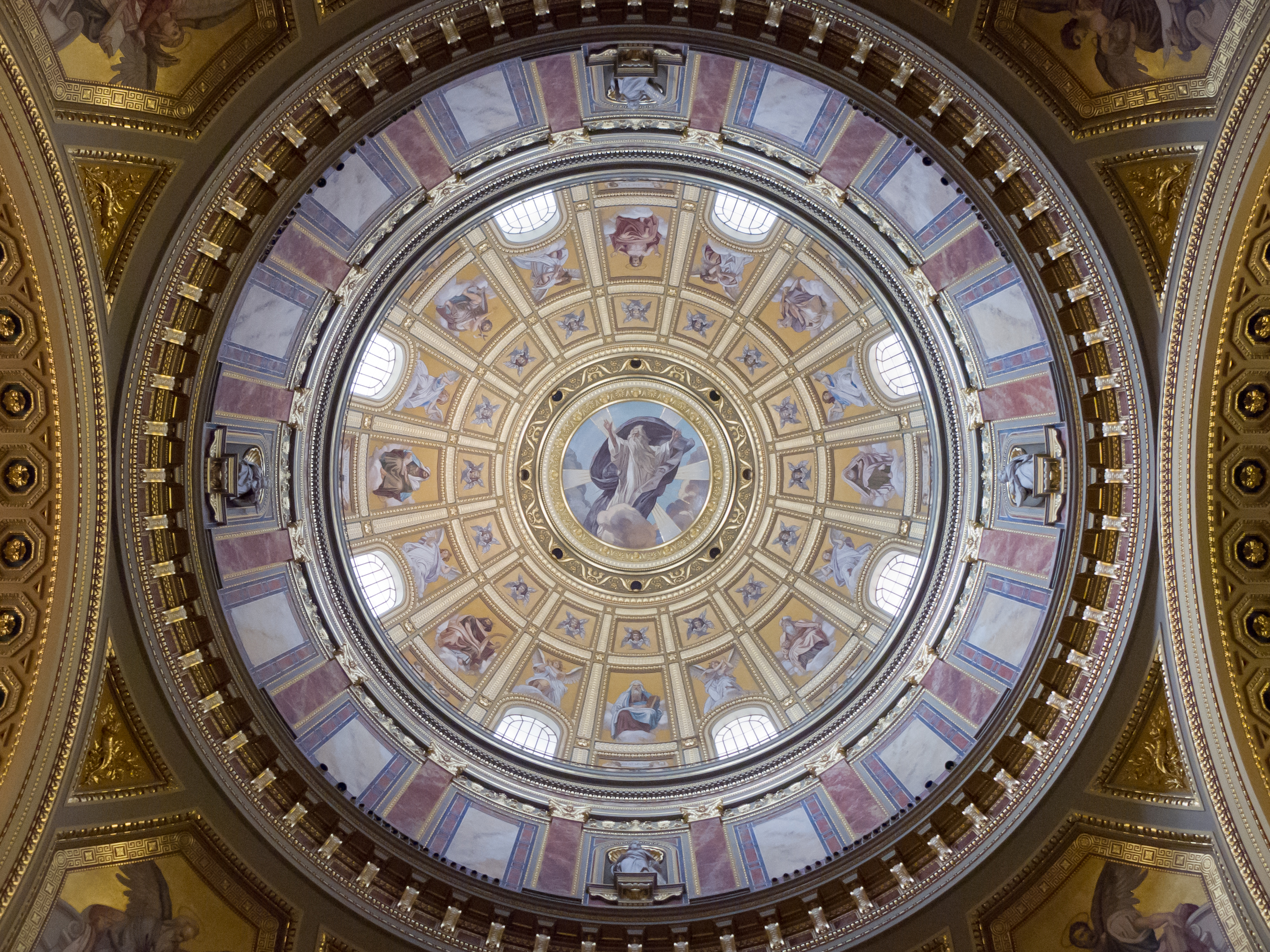
القبة من الداخل
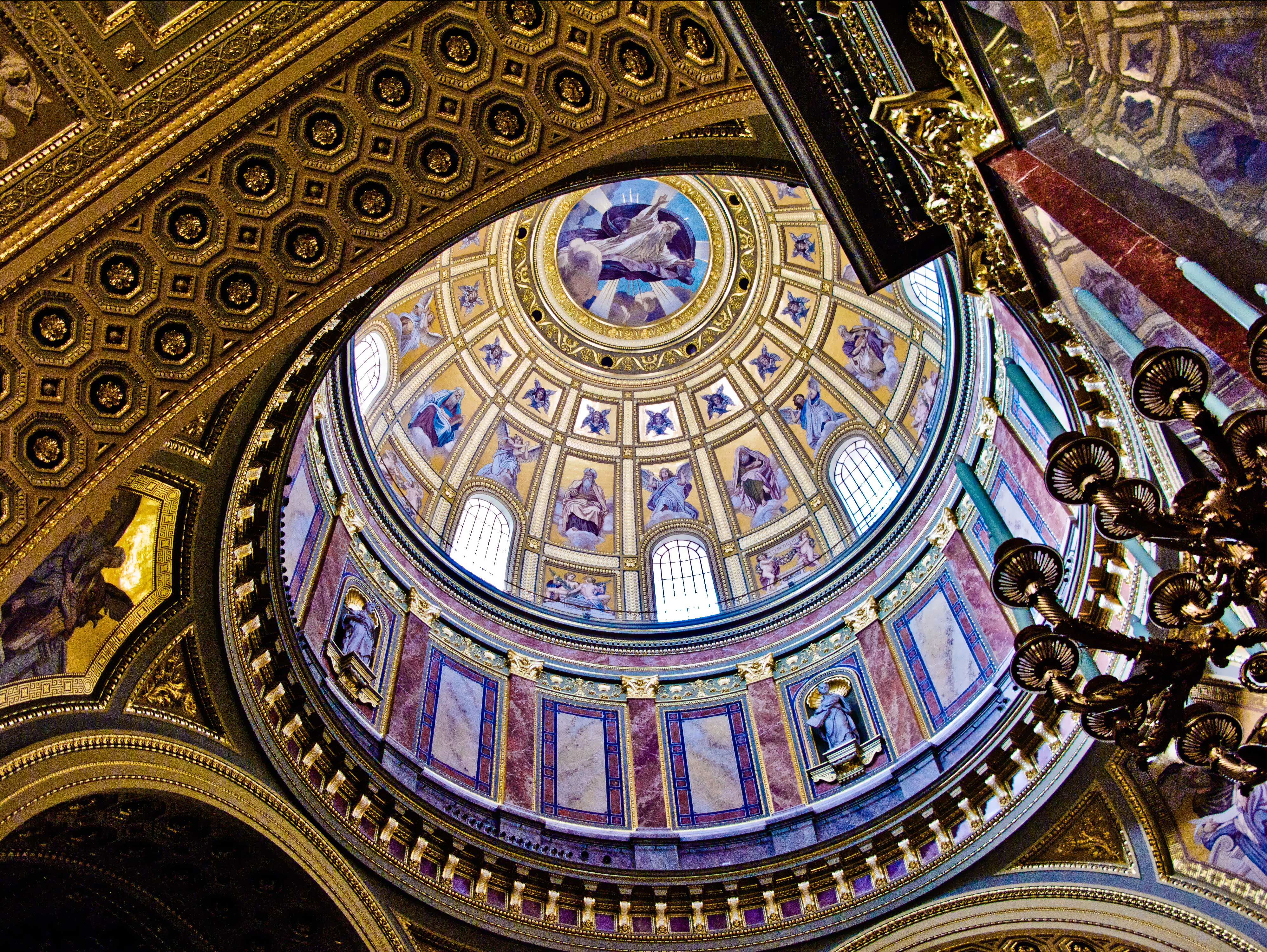
القبة
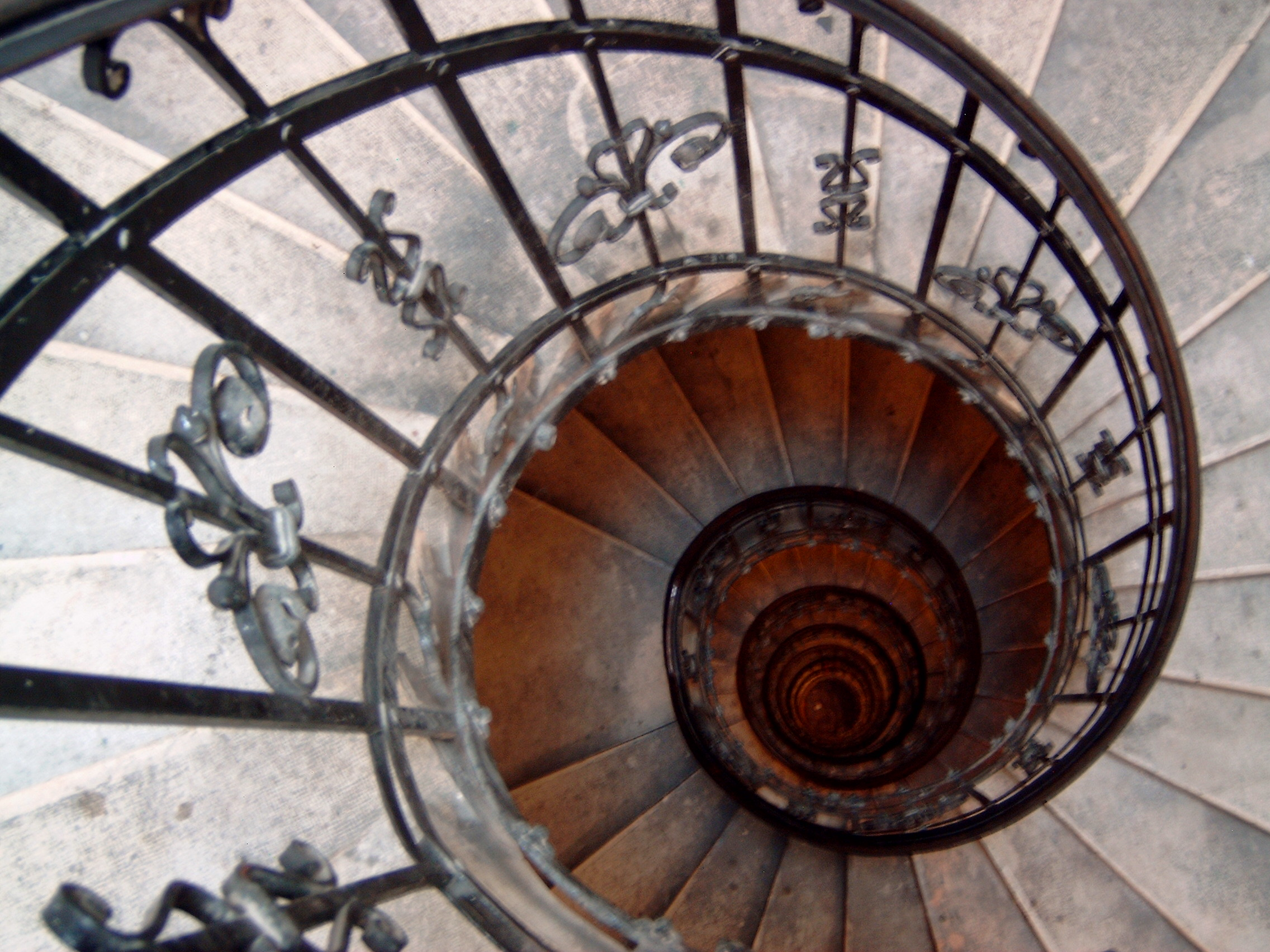
الدرج كما يُنظر إليه من الأعلى
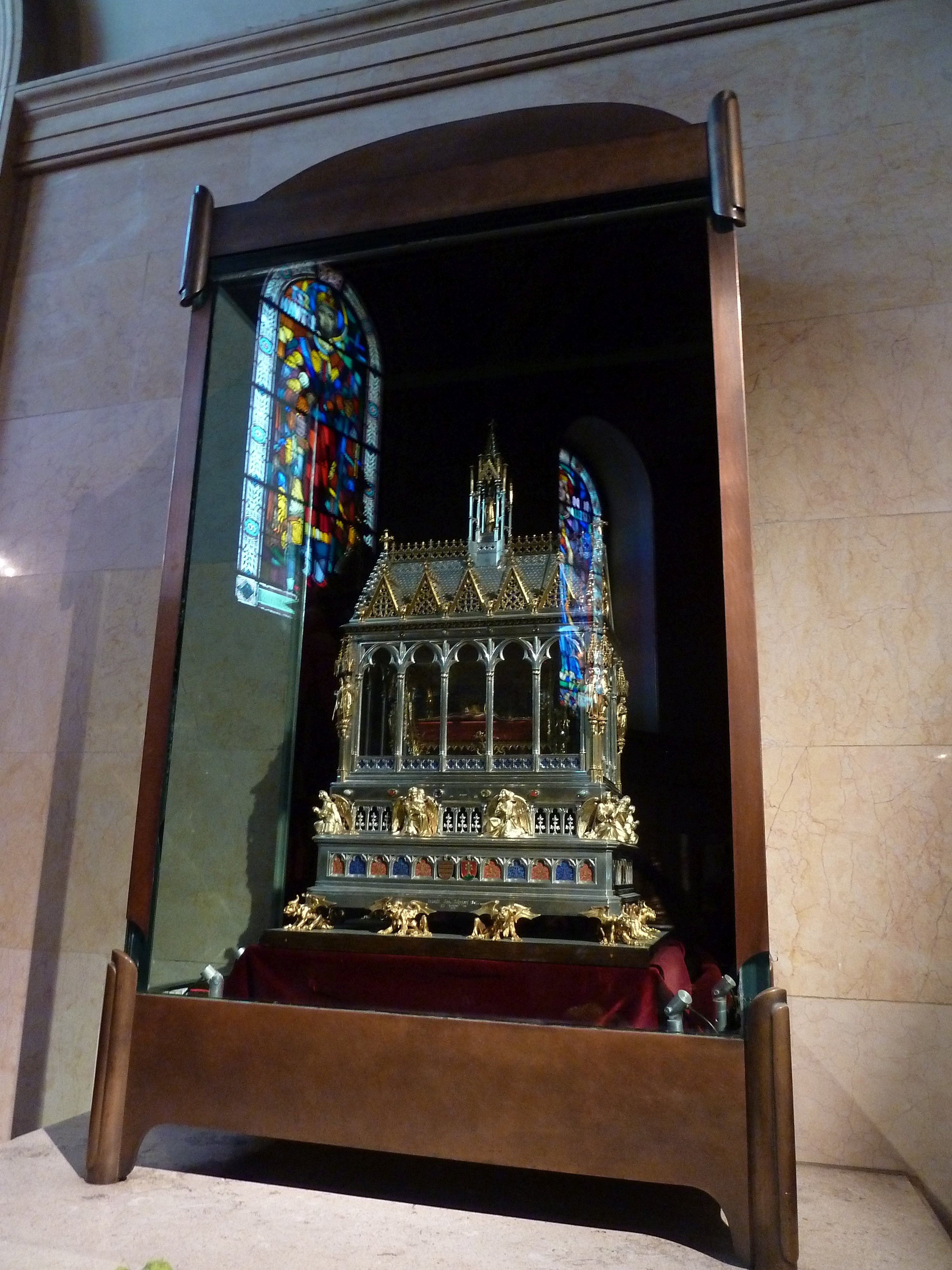
ضريح مع رفات القديس ستيفان
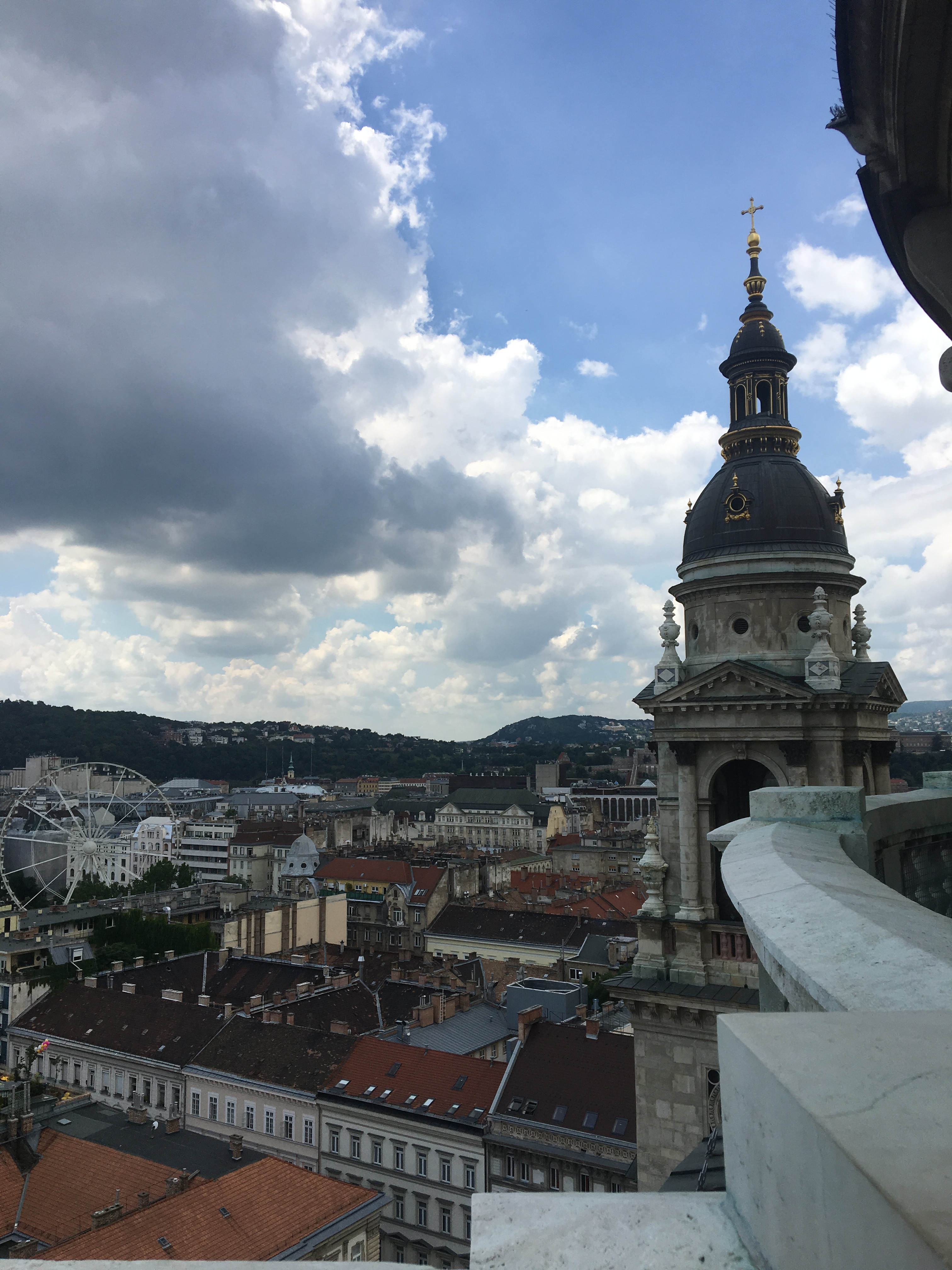
منظر من كاتدرائية القديس ستيفن